# Gerd Ulander
Gerd Sjöblom-Ulander, född 11 oktober 1943, är en svensk sångerska. Hon är gift med Lars-Göran Ulander.
Sjöblom-Ulander, som ursprungligen kommer från Obbola, inledde sin sångkarriär på 1960-talet i Berndt Egerbladhs orkester på Restaurang Esplanad i Umeå. Hon bosatte sig dock 1965 tillsammans med sin make i Saxnäs i Vilhelmina kommun, där hon under 43 år var verksam som lärare. Hon medverkade som gäst i den första sändningen av kvinnoprogrammet Radio Ellen i Sveriges Radio P1 den 19 september 1981. Uppmärksamheten ledde till utgivningen av hennes musikalbum Gerd - Radio Ellen Special (LN 8201, 1982).